# Ondina elachisinoides
Ondina elachisinoides is een slakkensoort uit de familie van de Pyramidellidae. De wetenschappelijke naam van de soort is voor het eerst geldig gepubliceerd in 1999 door Hori & Fukuda.